# Lassy (Calvados)
Lassy és un municipi francès situat al departament de Calvados i a la regió de Normandia. L'any 2007 tenia 342 habitants.

## Demografia

### Població
El 2007 la població de fet de Lassy era de 342 persones. Hi havia 126 famílies de les quals 32 eren unipersonals (16 homes vivint sols i 16 dones vivint soles), 41 parelles sense fills, 49 parelles amb fills i 4 famílies monoparentals amb fills.
La població ha evolucionat segons el següent gràfic:
Habitants censats

### Habitatges
El 2007 hi havia 179 habitatges, 132 eren l'habitatge principal de la família, 28 eren segones residències i 19 estaven desocupats. 176 eren cases i 2 eren apartaments. Dels 132 habitatges principals, 86 estaven ocupats pels seus propietaris, 43 estaven llogats i ocupats pels llogaters i 3 estaven cedits a títol gratuït; 10 tenien dues cambres, 19 en tenien tres, 33 en tenien quatre i 69 en tenien cinc o més. 111 habitatges disposaven pel capbaix d'una plaça de pàrquing. A 67 habitatges hi havia un automòbil i a 54 n'hi havia dos o més.

### Piràmide de població
La piràmide de població per edats i sexe el 2009 era:
| Homes | Edats   | Dones |
| ----- | ------- | ----- |
| 0     | 95 o +  | 0     |
| 0     | 90 a 94 | 4     |
| 0     | 85 a 89 | 0     |
| 4     | 80 a 84 | 0     |
| 8     | 75 a 79 | 16    |
| 12    | 70 a 74 | 12    |
| 8     | 65 a 69 | 12    |
| 8     | 60 a 64 | 8     |
| 0     | 55 a 59 | 0     |
| 20    | 50 a 54 | 16    |
| 8     | 45 a 49 | 12    |
| 28    | 40 a 44 | 12    |
| 0     | 35 a 39 | 16    |
| 4     | 30 a 34 | 0     |
| 4     | 25 a 29 | 4     |
| 8     | 20 a 24 | 8     |
| 8     | 15 a 19 | 12    |
| 8     | 10 a 14 | 16    |
| 16    | 5 a 9   | 0     |
| 12    | 0 a 4   | 8     |

## Economia
El 2007 la població en edat de treballar era de 200 persones, 146 eren actives i 54 eren inactives. De les 146 persones actives 124 estaven ocupades (74 homes i 50 dones) i 22 estaven aturades (9 homes i 13 dones). De les 54 persones inactives 15 estaven jubilades, 18 estaven estudiant i 21 estaven classificades com a «altres inactius».

### Ingressos
El 2009 a Lassy hi havia 131 unitats fiscals que integraven 335 persones, la mediana anual d'ingressos fiscals per persona era de 12.956 €.

### Activitats econòmiques
Dels 8 establiments que hi havia el 2007, 4 eren d'empreses de construcció, 2 d'empreses de comerç i reparació d'automòbils i 2 d'empreses de serveis.
Dels 3 establiments de servei als particulars que hi havia el 2009, 1 era una fusteria i 2 lampisteries.
L'únic establiment comercial que hi havia el 2009 era una fleca.
L'any 2000 a Lassy hi havia 28 explotacions agrícoles que ocupaven un total de 1.480 hectàrees.

## Poblacions més properes
El següent diagrama mostra les poblacions més properes.